# Branko Šotra
Branko Šotra, bosansko-srbski slikar, grafik, častnik in predavatelj, * 31. januar 1906, † 21. maj 1960.

## Življenjepis
Leta 1929 je končal Kraljevo umetniško šolo v Beogradu; v času šolanje se je seznanil s KPJ in član je postal leta 1931. 
Med drugo svetovno vojno je bil poveljnik Kopaoniškega odreda, namestnik političnega komisarja Hercegovskega odreda, načelnik GŠ NOV in POJ za Kosovo in Metohijo,...
Po vojni je bil načelnik Centralnega doma JLA, upravnik Vojaškega muzeja, predavatelj in rektor Akademije za sodobno umetnost v Beogradu,...